# Mours
Mours egy község Franciaországban. Lakosainak száma 1680 fő (2022. január 1.).

## Földrajza
Mours Persan, Beaumont-sur-Oise, Champagne-sur-Oise, L’Isle-Adam, Nointel és Presles községekkel határos.